# 杰里·卢卡斯
杰里·雷·卢卡斯（英語：Jerry Ray Lucas，1940年3月30日—），美国职业篮球运动员，场上位置為中锋或大前锋，NBA50大巨星之一。2021年，入選NBA75大球星。

## 生平
卢卡斯大学时就读于俄亥俄州立大学，而且由於他全A的成绩，拿的并不是篮球奖学金，而是学术奖学金。1959年起，卢卡斯同约翰·哈夫利切克等人一道，率领俄亥俄州大一举连续三年夺得NCAA篮球总冠军，使得俄亥俄州大成为篮球场上的巨无霸，他本人也被《体育画报》选为1961年美国年度最佳运动员。1960年，卢卡斯还率领美国国家篮球队获得了当年奥运会的金牌。值得一提的是，在赛场外，卢卡斯令人惊异地先后使用日语、俄语和意大利语同对手进行交流。
虽然他被认为是运动巨星，卢卡斯却并不想要成为职业运动员，他在大三的时候便拿到了学士学位，大四的时候他开始商业研究生课程的学习。在这种情况下，卢卡斯于1962年接受了ABL克里夫兰管道工队的合同，以贴补自己的學費。
1963年，卢卡斯最终还是接受了NBA辛辛那提皇家队提供的协议，和奥斯卡·罗伯特森等人成为了队友。当时队伍管理层希望白人卢卡斯能够成为队中的领袖，以对抗罗伯特森等黑人球星。但是，卢卡斯并不希望成为领袖，即便如此，罗伯特森等黑人仍然处处对抗卢卡斯，使得皇家队虽然拥有两大巨星，但并不能获得好成绩。
1970年，卢卡斯被交换去旧金山勇士队，次年又被送往纽约尼克斯队，1973年，卢卡斯率队获得了NBA总冠军
。1974年，当尼克斯卫冕失败后，卢卡斯选择了退役。1979年，卢卡斯被选入篮球名人堂。